# Axel Ekros
Bo Axel Ekros, född 10 juli 1996, är en svensk tävlingsroddare som tävlar för Jönköpings Roddsällskap.
Bästa placering på ett internationellt mästerskap är U23-VM i Rotterdam 2016 där Ekros tävlade i klassen scullerfyra lättvikt (BLM4x) och slutade på en sjätte plats. Året därpå placerade han sig fyra på U23-EM i Kruszwica i Polen i båtklassen tungviktsdubbel (M2X). Ekros har ett SM-guld på full distans, 2 000 meter på roddmaskin samt SM-silver i båtklassen singel. Ekros vann Nordiska mästerskapen 2014 i båtklassen scullerfyra (JM4X).
Utanför idrotten har Ekros studerat Industriell ekonomi mellan 2014 och 2021 samtidigt som sin roddsatsning i Jönköping.